# سقانفار حمزه کلاشش پل
سقانفار حمزه کلاشش پل مربوط به دوره قاجار است و در شهرستان بابل، بخش مرکزی، دهستان اسبو کلا، روستای حمزه کلای شش پل واقع شده و این اثر در تاریخ ۹ بهمن ۱۳۸۶ با شمارهٔ ثبت ۲۰۶۷۶ به‌عنوان یکی از آثار ملی ایران به ثبت رسیده است.